# Суперкубок Комор по футболу
Суперкубок Комор по футболу (фр. Supercoupe des Comores de football) — футбольный трофей на Коморах, который разыгрывают чемпион и обладатель Кубка Комор по футболу.

## Список матчей
| Сезон | Победитель   | Счёт            | Финалист     |             |
| ----- | ------------ | --------------- | ------------ | ----------- |
| 2011  | Элан Клуб    | 1-1 (3-1 п.п.)  | Куэн Норд    |             |
| 2012  | Не известен  | Не известен     | Не известен  | Не известен |
| 2013  | Не известен  | Не известен     | Не известен  | Не известен |
| 2014  | Не известен  | Не известен     | Не известен  | Не известен |
| 2015  | Не известен  | Не известен     | Не известен  | Не известен |
| 2016  | Не известен  | Не известен     | Не известен  | Не известен |
| 2017  | Нгайя Клюб   | 0-0, (4-3 п.п.) | Нгази Спорт  |             |
| 2018  | Миракле Клюб | 3-1             | Волькан Клюб |             |

## Победители по клубам
| Клуб         | Город    | Побед | Сезоны |
| ------------ | -------- | ----- | ------ |
| Элан Клуб    | Нгазиджа | 1     | 2011   |
| Нгайя Клюб   | Нгазиджа | 1     | 2017   |
| Миракле Клюб | Ндзуани  | 1     | 2018   |